# Euryestola murupe
Euryestola murupe är en skalbaggsart som beskrevs av Maria Helena M. Galileo och Martins 1997. Euryestola murupe ingår i släktet Euryestola och familjen långhorningar.
Artens utbredningsområde är Venezuela. Inga underarter finns listade i Catalogue of Life.